# لويس إدوارد أندرسون
لويس إدوارد أندرسون (بالإنجليزية: Lewis Edward Anderson)‏ هو عالم نباتات لاوعائية ‏ وعالم نبات أمريكي، ولد في 16 يونيو 1912، وتوفي في 1 فبراير 2007.